# Al Casey (kytarista)
Al Casey (26. října 1936 Long Beach – 17. září 2006 Phoenix) byl americký kytarista. Během své kariéry působil převážně jako studiový hudebník, ale vydal i několik vlastních hitových singlů. Na počátku své kariéry spolupracoval se zpěvákem a producentem Lee Hazlewoodem. Později spolupracoval s kytaristou Duanem Eddym a je autorem nebo spoluautorem několika jeho hitů, včetně „Forty Miles of Bad Road“ (1959). Za svůj přínos rockabilly hudbě byl uveden do Rockabilly Hall of Fame.